# Traité de Westminster (1674)
Pour les articles homonymes, voir Traité de Westminster.

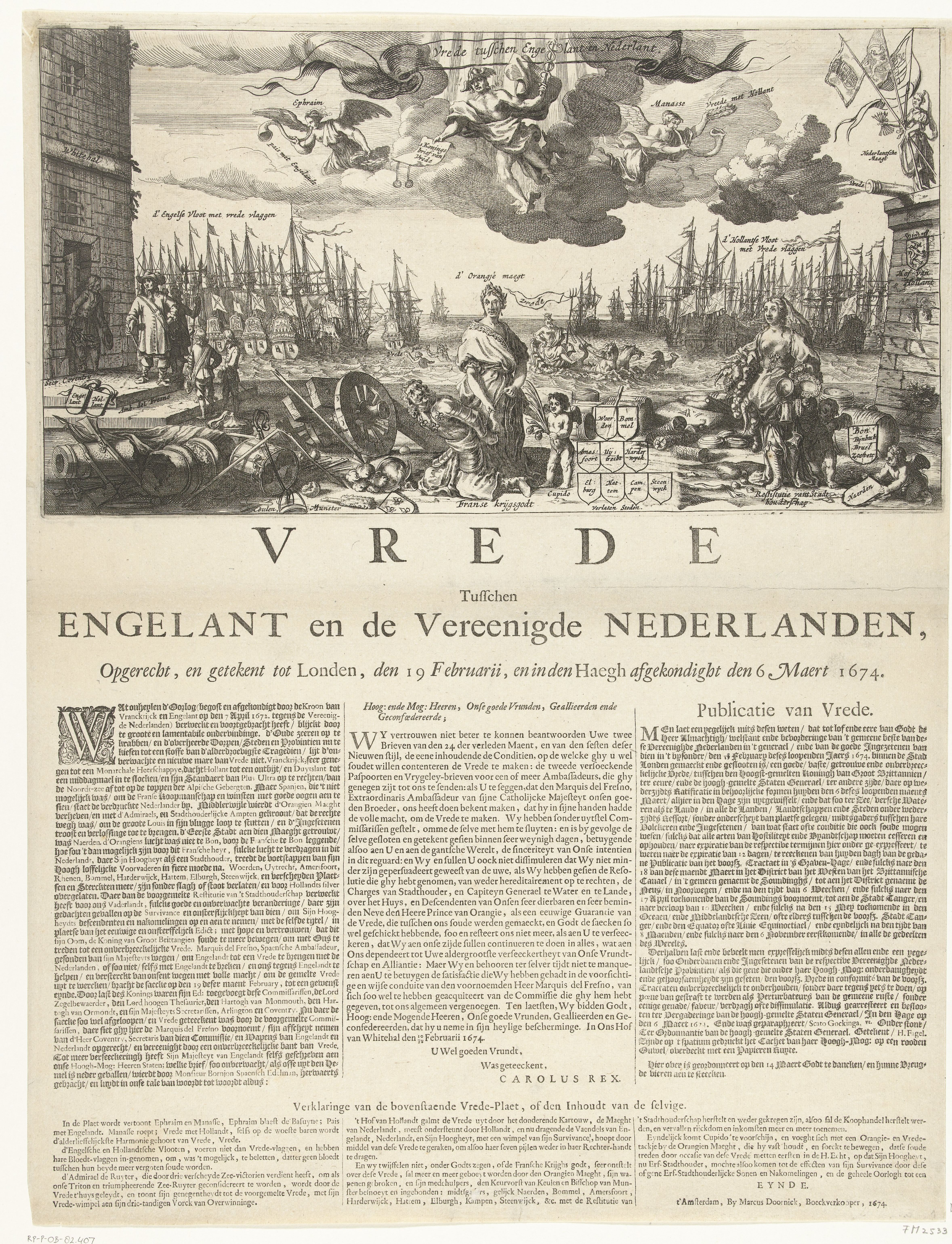
Allégorie de la Paix de Westminster avec l'Angleterre le 19 février 1674.

Le traité de Westminster est un traité de paix qui mit fin à la Troisième guerre anglo-néerlandaise, conflit sous-jacent à la Guerre de Hollande. Il fut signé le 19 février 1674 (calendrier grégorien).

## Historique du conflit et termes
Contre un important forfait monétaire de la part des Néerlandais (deux millions de florins) et sous les pressions croissantes d'un parlement ouvertement hostile à cette guerre, Charles II d'Angleterre accepte de signer le traité avec les États généraux néerlandais. 
Au niveau territorial, il conduisit à un statu quo ante bellum, dont le retour de New York et du New Jersey (Nouvelle-Néerlande) à l'Angleterre, les Néerlandais récupèrent le Suriname mais attendront à la fin de la guerre contre Louis XIV et la signature du traité de Nimègue en 1678 afin de récupérer Saint-Eustache et Saba pour éviter que les Français ne prennent ces îles pour le restant des hostilités.
La conclusion de la paix anglo-néerlandaise, grandement influencée par les Espagnols confirmait d'emblée l'isolement diplomatique progressif des Français. Pour les Espagnols, cet accord écartait la menace d'une guerre avec l'Angleterre alors qu'ils avaient rejoint les Néerlandais et l'Empereur contre Louis XIV dans la seconde moitié de 1673.